# Harmanahof
De Harmanahof is een natuurtuin in Loenen in de Nederlandse provincie Gelderland.
De tuin is aangelegd door Harmana Kolkmeijer. Zij legde de tuin aan als vlindertuin. Bij haar overlijden in 1996 schonk zij de door haar aangelegde tuin aan de Vereniging Natuurmonumenten. Natuurmonumenten heeft de tuin sinds 2001 in bruikleen gegeven aan de afdeling Eerbeek van het IVN, de vereniging voor natuureducatie. De leden van deze vereniging hebben de tuin omgevormd tot een natuurtuin met verschillende elementen zodat een verscheidenheid aan flora en fauna zich kon ontwikkelen. In 2005 werd de tuin - genoemd naar de schenkster - voor het publiek geopend. De tuin is vrij toegankelijk. Onderdelen van de tuin zijn onder andere een poel, een moerassig deel, een zandheuvel en bloemrijk grasland. Ook bieden elementen als een stenen muurtje, een insectenflat, een houtwal beschutting aan een gevarieerd aantal dieren.

## Externe link

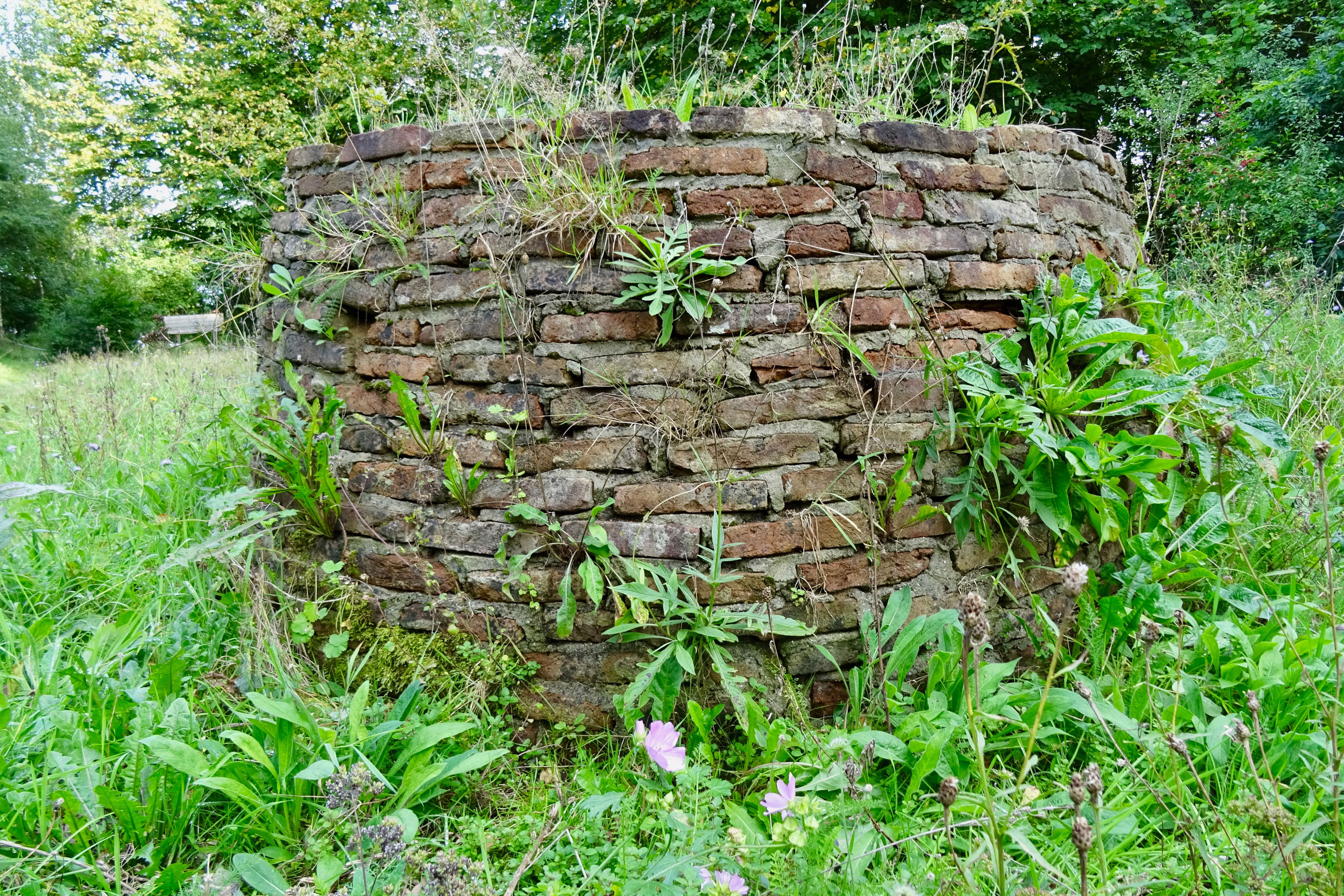
Stenen muur
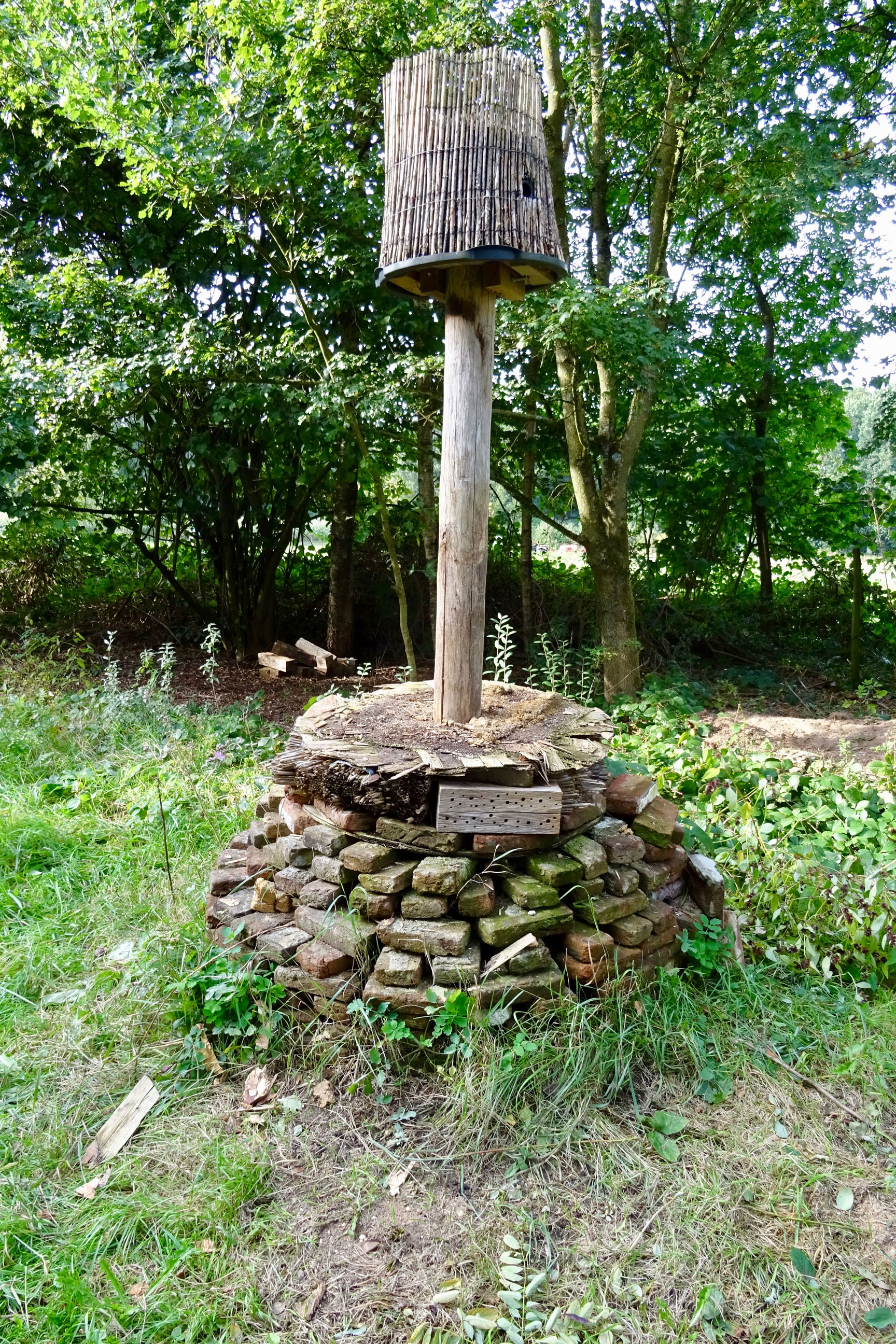
Insectenpaal
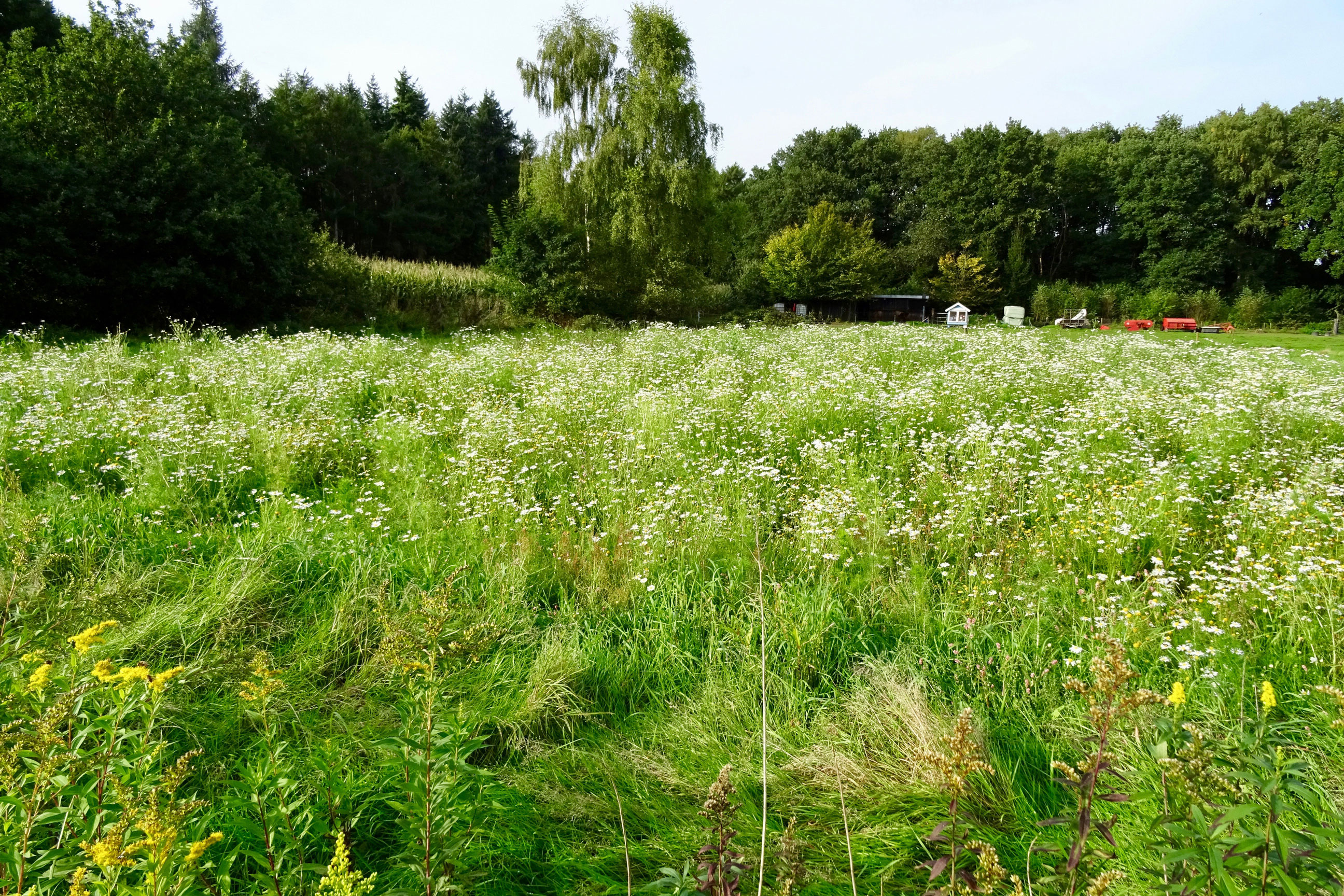
Bloemrijk grasland